# Даутов, Вилляр Юмагулович
Вилляр Юмагулович Даутов (1 января 1933 года, деревня Юлдашево современного Ишимбайского района Башкирской АССР — 30 ноября 2007, Уфа) — башкирский журналист, государственный и общественный деятель. Министр культуры Башкирской АССР (1980-86). Председатель Союза журналистов БАССР (1976—1980), член правления Союза журналистов СССР.

## Трудовая деятельность
Трудовая деятельность начиналась в колхозе «Алга» в годы Великой Отечественной войны.
В 1953 году поступил в Стерлитамакский педагогический институт, где был секретарем комитета комсомола и членом Стерлитамакского городского комитета ВЛКСМ.
После окончания института в 1959 году Вилляр Даутов начал работать заведующим отделом республиканской газеты «Башкортостан пионеры», затем стал редактором этой газеты. С 1971 года — заместитель редактора газеты «Совет Башкортостаны».
После завершения Высшей партийной школы при ЦК КПСС в Москве — заместитель заведующего отделом пропаганды и агитации Башкирского обкома КПСС. С 1976 года — председатель Государственного комитета БАССР по телевидению и радиовещанию, с 1980 по 1986 годы — министр культуры Башкирской АССР. Позже назначается Секретарем Президиума Верховного Совета БАССР, начальником Секретариата Верховного Совета Башкирской ССР.
До ухода на пенсию работал заведующим редакционно-издательским отделом Секретариата Государственного Собрания — Курултая Республики Башкортостан.
Умер на 75 году жизни. Похоронен на Южном кладбище Уфы.

## Образование
В 1953 году поступил в Стерлитамакский педагогический институт, где одновременно был секретарем комитета комсомола и членом Стерлитамакского городского комитета ВЛКСМ.
В 1973—1975 годах — слушатель Высшей партийной школы при ЦК КПСС в Москве.

## Общественная деятельность
Избирался депутатом Верховного Совета Башкирской АССР десятого и одиннадцатого созывов. Председатель Союза журналистов БАССР, член правления Союза журналистов СССР.
Член Конституционной комиссии Башкирской ССР (1990)

## Поэзия
Автор стихов на башкирском языке. Одна из самых известных песен на его стихи — «Мой Урал», написанная композитором Талгатом Шариповым.

## Награды
Удостоен медалей и других наград. За большие заслуги перед государством ему было присвоено почетное звание «Заслуженный работник культуры Республики Башкортостан».

## Память
На доме 44 по улице Мустая Карима в г. Уфе 30 ноября 2010 года произошло торжественное открытие мемориальной доски.